# Cedr Na Balkáně
Cedr Na Balkáně je památný strom v jihozápadní části Vysočan ležící v Praze 3, parcela č. 1919/1, v areálu tenisových kurtů TJ Spoje, ul. Na Balkáně 990/21a. Tento cedr atlaský (někdy i cedr atlantský, Cedrus atlantica) patří mezi památnými stromy k mladším – odhadované stáří je jen 110 let.

## Základní údaje
- rok vyhlášení: 1998
- odhadované stáří: 110 let (2018)
- obvod kmene: 253 cm (2009), 265 cm (2013)
- výška: 20 m (2009)
- výška koruny: 17 m (2009)
- šířka koruny: 16 m (2009)

## Stav stromu a údržba
Strom je dvoják, zdravý, nepoškozený. Údržba - redukce postranních větví rostoucích do plotu (2002).

## Další zajímavosti
Cedr Na Balkáně je asi 550 m od zastávky MHD Chmelnice. Byl přivezen jako semenáček z Holandska, v rámci činnosti Dendrologické společnosti, která vznikla v roce 1908 ve Vídni pro podporu zahradního umění a nauky o dřevinách v Rakousku-Uhersku.
V Praze se můžeme s cedry setkat poměrně vzácně a cedr Na Balkáně je jediným památným cedrem na území Prahy. Navíc tu jde o méně se vyskytující druh – obvyklejší jsou v naší oblasti cedry libanonské (Cedrus libani): atlaský cedr pochází z pohoří Atlas na území Maroka a Alžírska, zatímco libanonský cedr je rozšířen především na Blízkém východě v Libanonu, Sýrii, Turecku a na Kypru (pozoruhodný libanonský cedr, vícekmen s rozložitou korunou vysazený někdy po roce 1913, roste v ulici U dubu v Praze 4 a je jedním z nejmohutnějších cedrů v ČR).
Atlaský cedr Na Balkáně je také zatím jediným památným stromem v Praze 3 (2019).